# بویل، میسیسیپی
بویل (به انگلیسی: Boyle) شهرکی در ایالت میسیسیپی کشور ایالات متحده آمریکا است که جمعیت آن در سرشماری سال ۲۰۱۰ میلادی، ۶۵۰
نفر بوده‌است.